# 491

## Починали
- 9 април – Зенон, византийски император